# Perdita ambigua
Perdita ambigua är en biart som beskrevs av Timberlake 1964. Perdita ambigua ingår i släktet Perdita och familjen grävbin. Inga underarter finns listade i Catalogue of Life.